# Comuna Ozero, Kiverți
Ozero (în ucraineană Озеро) este o comună în raionul Kiverți, regiunea Volînia, Ucraina, formată din satele Haiove și Ozero (reședința).

## Demografie
Componența lingvistică a satului Ozero
     Ucraineană (98,64%)
     Alte limbi (1,28%)
Conform recensământului din 2001, majoritatea populației satului Ozero era vorbitoare de ucraineană (98,64%), existând în minoritate și vorbitori de alte limbi.